# Toni Zweifel
Toni Zweifel (Verona, 15 de febrero de 1938-Zúrich, 24 de noviembre de 1989) fue un ingeniero suizo, miembro del Opus Dei. Está en proceso de canonización por la Iglesia Católica.

## Biografía
Hijo de la italiana Antonia di Benedetto (1909-1985) y de Giusto Zweifel (1907-1985), un tejedor industrial suizo, procedente de Glaris. El matrimonio tuvo dos hijosː Toni (1938) y Anna Rosa (1940).
Al comienzo de la Segunda Guerra Mundial, su madre llevó a sus dos hijos al cantón de Glaris. En 1944, regresó a Italia, a San Giovanni Lupatoto, cerca de Verona, para comenzar su educación. En Verona realizó parte de los estudios de primaria y los de secundaria entre 1949 y 1957. Los estuios de primaria en la escuela I. Pindemonte, y los de secundaria en la escuela V. Betteloni. A los nueve años recibió la primera comunión (2 de mayo de 1948) y la confirmación (31 de mayo de 1948). En 1952 se trasladó al Liceo Scientifico Statale Angelo Messedaglia.
Completó su formación en Zúrich, a donde se trasladó en 1957 para estudiar ingeniería mecánica en la Escuela Politécnica Federal de Zúrich (ETH Zúrich). Concluyó sus estudios en junio de 1962.
En 1961, cuando estaba concluyendo sus estudios, Jaime Faustmann, un amigo español que pertenecía al Opus Dei le invitó a visitar "Fluntern", una residencia para estudiantes universitarios cuya orientación cristiana estaba confiada al Opus Dei. En 1962 se trasladó a vivir allí. El 19 de marzo de ese año, solicitó ser admitido en el Opus Dei. En junio, cuando terminó sus estudios, comenzó a trabajar en el departamento de desarrollo técnico de una empresa privada, Contraves S.A.
En 1964 comenzó a trabajar en el Instituto de Termodinámica de la EPFZ, como colaborador científico. Allí desarrolló varios sistemas patentados. En 1966 fue nombrado director de la residencia Fluntern. En un viaje a Roma en 1969 conoció personalmente a San Josemaría Escrivá, el fundador del Opus Dei.

### Fundación Limmat
En 1972, tras ocho años de trabajo con universitarios, participó en la creación de una institución de interés público, la Fundación Limmat (Zúrich). Fue su primer director, manteniéndose en dicho cargo durante diecisiete años hasta su muerte.
La Fundación Limmat nació con la intención de ser una fundación benéfica de ámbito universal, con sede en Suiza. Su fin era proporcionar apoyo financiero para diversas iniciativas en los campos de la educación y la promoción cultural o social, en particular en países desfavorecidos. Para esto, Toni Zweifel trabajó para establecer vínculos entre donantes potenciales y personas o instituciones para ayudar. La ayuda de la fundación debe ser una prioridad para la educación, porque, como escribió en un documento informativo, "la causa principal de muchos problemas actuales es la falta de capacitación y desarrollo de la personalidad que padecen la gente". Desde la Fundación Limmat colaboró con la oficina de UNIDO (United Nations Industrial Development Organization), de Zürich.
Durante los diecisiete años que ocupó su puesto de director (de hecho, hasta su muerte), pudo acudir en ayuda de cientos de iniciativas sociales y educativas, en treinta países y cuatro continentes, centrados principalmente en promoción de la familia y la mujer, salud y formación profesional para jóvenes.

### Enfermedad y fallecimiento
El 19 de febrero de 1986, se enteró de que tenía leucemia. Aceptó esta enfermedad mientras estaba en el cenit de su actividad. En varias ocasiones se sometió a sesiones de quimioterapia, que no consiguieron parar el curso de la enfermedad. Toni murió serenamente el 24 de noviembre de 1989. Su tumba está en el cementerio de Zúrich en el barrio de Fluntern.

## Causa de beatificación
La fase diocesana de la investigación de la causa comenzó el 22 de febrero de 2001, en la diócesis suiza de Coira, en presencia de su obispo de Coira, Amédée Grab. Se reunieron todos los escritos conocidos de Toni Zweifel, en particular su epistolario. También se presentaron todos los documentos relacionados con su vida y sus diversas actividades. El 7 de octubre de 2005, la Congregación para la Causa de los Santos  otorgó el nihil obstat al proceso de beatificación, por lo que el tribunal pudo comenzar a interrogar a testigos oculares de su vida.
El 2 de julio de 2020 concluyó la fase diocesana de su proceso de beatificación.